# Ehrenreich Wilhelm Gottlieb von Besser
Pour les articles homonymes, voir Besser.
Ehrenreich Wilhelm Gottlieb von Besser (né le 4 janvier 1740 à Lübben et mort le 19 juin 1807 à Königsberg) est un lieutenant général prussien, chef du 14e régiment d'infanterie, commandant de la forteresse de Graudenz et seigneur de Peterwitz et Freistadt en Prusse-Occidentale.

## Biographie

### Origine
Son père est le préfet polonais et électorat de Saxe Karl Christoph von Besser (1705-1774), sa mère est sa femme Johanna Friedericke Eleonore von Kratz (mort en 1754). Le père est également maire de Lübben et est anobli le 24 mars 1768. Le général de division saxon Johann Christian Gotthilf von Besser (1737–1806) est son frère.

### Carrière militaire
Besser devient caporal en 1756 dans le 6e bataillon de grenadiers de la Garde. Il participe à la guerre de Sept Ans et devient sous-lieutenant en 1761. Mais Besser a la malchance de devoir annoncer au roi Frédéric II la mauvaise nouvelle de la capitulation de la forteresse de Schweidnitz (de). Il est alors mis à pied, c'est-à-dire licencié. En 1763, Besser est réengagé et rejoint le 4e bataillon de grenadiers "Plotho (de)". En 1768, il devient premier lieutenant et en 1773, il devient capitaine d'état-major dans le 54e régiment d'infanterie von Rohr (de). En 1776, Besser devient capitaine et commandant de compagnie. Il participe à la Guerre de Succession de Bavière et devient major et commandant des grenadiers en 1784. En 1792, il devient lieutenant-colonel et en 1794 colonel. Dans les années 1794/96, il participe aux batailles de Pologne. En 1798, il devient commandant du régiment d'infanterie "Mosch (de)" et en 1799 major général.
Le 1er octobre 1799, il reçoit le 10e régiment d'infanterie (de) "von Burghagen (de)" comme chef. Dans la garnison de Bielefeld, il construit une école régimentaire et reçoit l'ordre Pour le Mérite en 1804. Dès 1803, le régiment d'infanterie "von Hohenlohe-Ingelfingen (de)" le reçoit comme chef. En 1806, il devient commandant de la forteresse de Graudenz, mais la même année, il est renvoyé pour cause de maladie. Il devient lieutenant général en 1807, juste avant de mourir en juin.

### Famille
Besser se marie deux fois. Sa première épouse est Helene Dorothea von der Schulenburg (1737-1781) de la branche de Piskaborn en 1766. Le couple a les enfants suivants :
- Albertine Juliane Therese Tugendreich (morte en 1844) mariée en 1783 (divorcée en 1796) Christian Stephan von Schöning (1752–1802) (parents de Kurd von Schöning)
- Wilhelm Heinrich (de) (1771-1829), marié :
  - le 27 avril 1792 (divorcé en 1802) abec Wilhelmine Louise von Borstell (1772–1859), la fille de Hans Friedrich Heinrich von Borstell
  - le 2 septembre 1816 avec Caroline Antonie von Kleist (1790–1864)[1]
- Ehrenreich Ludwig Wilhelm August (1777–1842), lieutenant-colonel prussien marié avec Friederike Wilhelmine Friese (1788–1875)[1] (parents d'Hermann von Besser)

Sa seconde épouse est Anna Amalie von Beneckendorf (de) (morte en 1809), veuve von Diericke, en 1783.
De ce mariage naît la fille Amalie (1787-1822), qui se marie en 1804 avec le lieutenant-colonel prussien et seigneur de Marienhof (de) dans l'arrondissement de Fischhausen Christian von Graevenitz (1777-1847),.